# Акуша (река)
Акуша́ или Акушинка (устар. Акуша-чай, Акушинская Койсу; в верховье — Гуцабекалазри; дарг. Дарго-хӏерк) — река в России, правый приток Казикумухского Койсу, протекает по Акушинскому и Левашинскому районам Республики Дагестан. Длина реки составляет 43 км. Площадь водосборного бассейна — 417 км².
Начинается на северном склоне горы Шунудаг. Течёт по горам в общем северном направлении через сёла Танты, Гапшима, Гумрамахи, Инзимахи, Акуша, Кертукмахи. Затем поворачивает на северо-запад. Протекает через Куримахи, Урхучимахи, Аметеркмахи, Тебекмахи, Куркаби. Устье реки находится в 22 км по правому берегу реки Казикумухское Койсу у села Тарлимахи.

## Археология
С западным бортом водораздела рек Акуша и Усиша (правый берег реки Акуши) связана раннепалеолитическая стоянка Мухкай II. Слой 80 стоянки Мухкай II датируется первой половиной раннего плейстоцена до границы вилланий/бихарий (1,8 млн л. н.), слой 129 датируется возрастом от 2,5 до 1,9 млн лет назад.

## Притоки
Основные притоки: Гориник (пр.), Инки (лв.), Гандара (лв.), Дарголакотты (Усиша, пр., в 17 км от устья), Уллучара (лв.), Махначала (лв.).

## Данные водного реестра
По данным государственного водного реестра России относится к Западно-Каспийскому бассейновому округу, водохозяйственный участок реки — Сулак от истока до Чиркейского гидроузла.
Код объекта в государственном водном реестре — 07030000112109300001305.